# روز بی‌نظیر (ترانه کسکادا)
«روز بی‌نظیر» تک‌آهنگی از کسکادا است که در سال ۲۰۰۹ میلادی منتشر شد.